# Славні жартівники
«Славні жартівники» («Kuulsuse narrid») — радянський телефільм 1982 року, знятий режисером Аго-Ендріком Керге на Естонському телебаченні.

## Сюжет
Фільм знятий за фейлетоном естонського письменника Едуарда Борнхеє «Таллінські жарти та розіграші», який був написаний у 1892 році.

## У ролях
- Юрі Крюков — письменник Саломон Весіпруул
- Урмас Кібуспуу — винахідник Яан Татікас
- Аго-Ендрік Керге — автор
- Роберт Гутман — поліцейський
- Яанус Оргулас — лікар
- Лейда Ару — роль другого плану
- Емма Колліст — роль другого плану
- Марго Сепп — городянка
- Лембо Мягі — городянин
- Валдо Велдерманн — чоловік, що грає на балалайці
- Альфред Уйбо — роль другого плану
- Кюллі Саанпере — дівчинка
- Агнес Керге — дівчинка
- Меєліс Саанпере — дівчинка
- Герт Сарв — хлопчик
- Маті Хярматіс — городянин
- Рене Лійвер — епізод
- Юрі Яанус — епізод
- Ене Антсон — епізод
- Ийє Арусоо — епізод
- Катрін Вахі — епізод
- Арво Вахра — епізод
- Еха Веттік — епізод
- Силве Калєв — бабуся з кошиком
- Марі Карісон — жінка з коромислом
- Мааре Кейман — епізод
- Ейнар Прантс — епізод
- Тійу Пильд — епізод
- Кріста Пярт — епізод
- Володимир Тамм — епізод
- Тарво Таммісте — епізод

## Знімальна група
- Режисер — Аго-Ендрік Керге
- Сценаристи — Тер'є Пидер, Аго-Ендрік Керге
- Оператори — Пееп Лаансалу, Юрі Сууревяля, Пеетер Тунгал
- Композитор — Війве Ернесакс
- Художник — Лійна Піхлак